# Aurora De Rita
Aurora De Rita (Pontedera, 22 ottobre 1999) è una calciatrice italiana, difensore del Sassuolo.

## Carriera

### Club
De Rita, che nasce a Pontedera ma cresce con i genitori a Bientina, si appassiona al gioco del calcio fin da giovanissima, iniziando l'attività con la squadra pulcini del Castelfranco dall'età di 6 anni prima di trasferirsi al Sextum Bientina e giocare con i ragazzini nelle squadre giovanili miste fino all'età di 12 anni.
Con l'approssimarsi dell'età massima per poter continuare l'attività in squadre miste coglie l'opportunità di accasarsi Castelfranco iniziando a giocare con la sua prima squadra interamente femminile. Inizialmente in rosa con la formazione Giovanissime affidata al tecnico Valerio Bachi e preparate da Sara Colzi, pur dovendo smaltire le conseguenze di un infortunio che la terrà per lungo tempo lontana dai campi di gioco nel giugno 2013 è in rosa con le vincitrici del 2° Trofeo Caravella. Dalla stagione 2014-2015, pur continuando l'attività primaria nel Campionato Primavera, viene anche aggregata alla prima squadra che disputa il girone A del campionato di Serie B.
Nel luglio 2022, dopo che il titolo sportivo dell'Empoli era stato ceduto al Parma, si è accordata con la Sampdoria per la stagione di Serie A 2022-2023.

### Nazionale

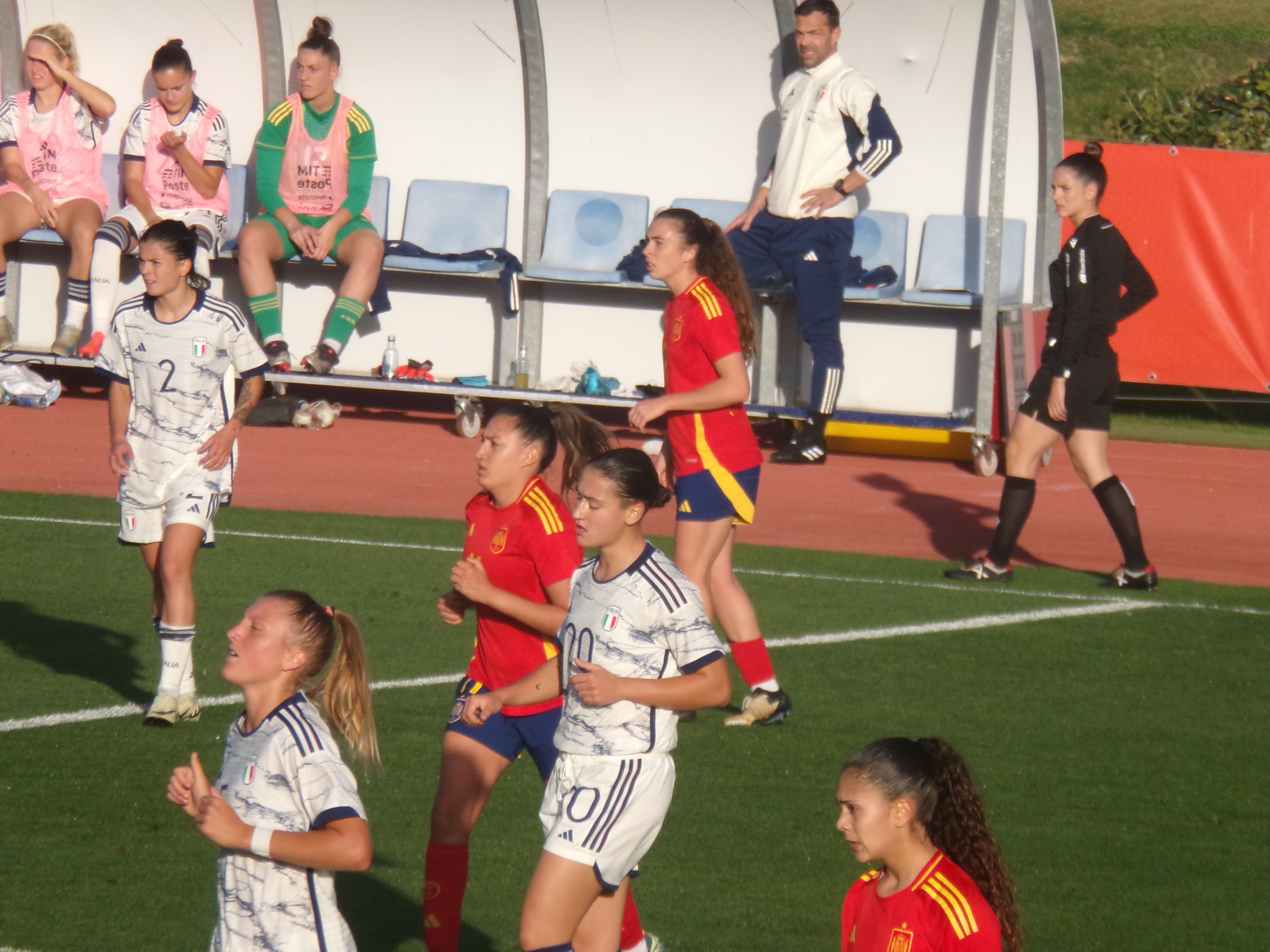
De Rita, all'estrema sinistra, in nazionale under 23 in una fase di gioco durante l'amichevole con la Spagna del 24 ottobre 2024.

Nel febbraio del 2024 riceve la sua prima convocazione con la nazionale maggiore italiana, guidata da Andrea Soncin, per due partite amichevoli contro l'Irlanda e la Inghilterra.

## Statistiche

### Presenze e reti nei club
Statistiche aggiornate all'11 maggio 2025.
| Stagione         | Squadra          | Campionato       | Campionato | Campionato | Coppe nazionali | Coppe nazionali | Coppe nazionali | Coppe internazionali | Coppe internazionali | Coppe internazionali | Altre coppe | Altre coppe | Altre coppe | Totale | Totale |
| Stagione         | Squadra          | Comp             | Pres       | Reti       | Comp            | Pres            | Reti            | Comp                 | Pres                 | Reti                 | Comp        | Pres        | Reti        | Pres   | Reti   |
| ---------------- | ---------------- | ---------------- | ---------- | ---------- | --------------- | --------------- | --------------- | -------------------- | -------------------- | -------------------- | ----------- | ----------- | ----------- | ------ | ------ |
| 2016-2017        | Empoli           | B                | 0          | 0          | CI              | 0               | 0               | -                    | -                    | -                    | -           | -           | -           | 0      | 0      |
| 2017-2018        | Empoli           | B                | -          | -          | CI              | -               | -               | -                    | -                    | -                    | -           | -           | -           | -      | -      |
| 2018-2019        | Empoli           | B                | 8          | 0          | CI              | -               | -               | -                    | -                    | -                    | -           | -           | -           | -      | -      |
| 2019-2020        | Empoli           | A                | 4          | 0          | CI              | 2               | 0               | -                    | -                    | -                    | -           | -           | -           | 6      | 0      |
| 2020-2021        | Empoli           | A                | 17         | 1          | CI              | 4               | 0               | -                    | -                    | -                    | -           | -           | -           | 21     | 1      |
| 2021-2022        | Empoli           | A                | 21         | 1          | CI              | 6               | 0               | -                    | -                    | -                    | -           | -           | -           | 27     | 1      |
| Totale Empoli    | Totale Empoli    | Totale Empoli    | 50         | 2          | -               | 12              | 0               | -                    | -                    | -                    | -           | -           | -           | 62     | 2      |
| 2022-2023        | Sampdoria        | A                | 21         | 1          | CI              | 4               | 0               | -                    | -                    | -                    | -           | -           | -           | 25     | 1      |
| 2023-2024        | Sampdoria        | A                | 24         | 2          | CI              | 0               | 0               | -                    | -                    | -                    | -           | -           | -           | 24     | 2      |
| Totale Sampdoria | Totale Sampdoria | Totale Sampdoria | 45         | 3          | -               | 4               | 0               | -                    | -                    | -                    | -           | -           | -           | 49     | 3      |
| 2024-2025        | Sassuolo         | A                | 20         | 0          | CI              | 4               | 1               | -                    | -                    | -                    | -           | -           | -           | 24     | 1      |
| 2025-2026        | Sassuolo         | A                | -          | -          | CI              | -               | -               | -                    | -                    | -                    | AWC         | -           | -           | -      | -      |
| Totale Sassuolo  | Totale Sassuolo  | Totale Sassuolo  | 20         | 0          | -               | 4               | 1               | -                    | -                    | -                    | -           | -           | -           | 24     | 1      |
| Totale carriera  | Totale carriera  | Totale carriera  | 115        | 5          | -               | 20              | 1               | -                    | -                    | -                    | -           | -           | -           | 135    | 6      |